# Referendum o Zakonu o dolgotrajni oskrbi
Referendum o Zakonu o dolgotrajni oskrbi je zakonodajni referendum zavrnitvenega tipa, ki je potekal 27. novembra 2022. Na isti dan sta potekala še referendum o zakonu o RTV Slovenija in referendum o spremembah zakona o vladi.

## Ozadje

### Spremembe zakona
Sprememba zakona o dolgotrajni oskrbi za leto dni zamika uveljavitev zakona, ki ga je pripravila 14.vlada Republike Slovenije in DZ sprejel decembra 2021. 
Zakon, katerega uveljavitev se zamika, sistemsko ureja področje dolgotrajne oskrbe, tako oblike institucionalnega varstva, kot na domu. Določa niz ukrepov, namenjenih polnoletnim osebam, ki so trajno odvisne od pomoči drugega in potrebujejo pomoč pri osnovnih in podpornih vsakodnevnih opravilih. Določa tudi oskrbovalca družinskega člana in denarni prejemek. V vse oblike oskrbe razen institucionalne je vključena pravica do storitev za krepitev in ohranjanje samostojnosti ter e-oskrba. Zakon določa, da bo financiranje do leta 2025 zagotovljeno z že obstoječimi sredstvi v pokojninski in zdravstveni blagajni, preostanek pa bo kril državni proračun. V času do leta 2025 je medtem predvideno sprejetje posebnega zakona o zavarovanju za dolgotrajno oskrbo, ki bo uredil financiranje po letu 2025.

### Zbiranje podpisov in razpis referenduma
6. oktobra 2022 je Slovenska demokratska stranka preko več kanalov sporočila, da je zbrala dovolj glasov za referendum. Po navedbah Janeza Janše so zbrali 52.128 podpisov, minimum je bil 40.000.
V državni zbor so podpise vložili 12. oktobra 2022. V SDS-u so sicer želeli, da bi referendum potekal hkrati z drugim krogom predsedniških volitev 13. novembra, a so z vložitvijo podpisov zadnji dan, ko je to še mogoče, ta rok zamudili. Po navedbah poslanca SDS Branka Grimsa se je to zgodilo zato, ker je bilo treba zbrati in preveriti veliko število podpisov.

## Referendumska kampanja
Seznam organizatorjev kampanje:
Politične stranke: Gibanje Svoboda, Levica, SDS, SD, SLS, NLS, Nova socialdemokracija.
Pravne osebe: Združenje Gibanje za otroke in družine, Zavod za kulturo raznolikosti Open, Društvo Davkoplačevalci se ne damo (DPSND), Zbor za republiko – Inštitut za analize in dialog.
Fizične osebe: Alenka Forte.

### Javnomnenjske raziskave
| Datum                 | Izvajalec | Vzorec | ZA   | PROTI | Ne vem | Ne povem | Sklic  |
| 21.−24. november 2022 | Mediana   | 723    | 49,2 | 29,8  | 19,6   | 1,4      | [ 7 ]  |
| 22.−25. november 2022 | Valicon   | 1653   | 62,0 | 38,0  | /      | /        | [ 8 ]  |
| 22.−24. november 2022 | Mediana   | 507    | 48,8 | 30,7  | 19,3   | 1,2      | [ 9 ]  |
| 09.–11. november 2022 | Valicon   | 1860   | 44,1 | 18,2  | 31,9   | 5,8      | [ 10 ] |
| 02.−04. november 2022 | Valicon   | 1019   | 53,3 | 18,0  | 28,7   | /        | [ 11 ] |
| 01.−03. november 2022 | Mediana   | 507    | 41,1 | 28,7  | 27,5   | 2,8      | [ 12 ] |